# ニコライ・シモニャク
ニコライ・パヴロヴィッチ・シモニャク（ロシア語: Николай Павлович Симоняк, 1901年2月4日 - 1956年4月23日）は、ソ連の軍人。中将。ソ連邦英雄。

## 経歴
テミジベクスカヤ村（現クラスノダール地方）出身。
1918年から赤軍。ロシア内戦時、兵卒として白軍と戦う。1920年から共産党員。1922年、指揮課程を修了し、小隊長、騎兵中隊長補佐、1926年から騎兵中隊長を歴任。1929年、騎兵指揮要員完全化課程、1936年、M.V.フルンゼ名称軍事アカデミーを卒業し、騎兵師団参謀部に勤務。後にレニングラード軍管区軍事会議附属監督部会次長兼歩兵監察官先任補佐となる。
1940年12月、第8独立狙撃旅団長となり、独ソ戦を迎える。1942年3月、第136狙撃師団（1943年1月から第63親衛狙撃師団）長。師団の賢明な統制と個人的勇気に対して、ソ連邦英雄称号を授与される。1943年4月から第30親衛狙撃軍団長、1944年10月から第3打撃軍司令官、1945年3月から終戦まで第67軍司令官。
戦後、親衛狙撃軍団を指揮。1948年、病気のため退役。
ソ連邦英雄（1943年）、レーニン勲章3個、赤旗勲章3個、一等スヴォーロフ勲章、一等クトゥーゾフ勲章、二等スヴォーロフ勲章、赤星勲章を受章。